# Албергарія-а-Веля
Албергарі́я-а-Ве́ля, або Стара́ Албергарі́я (порт. Albergaria-a-Velha; МФА: [aɫ.bɨɾ.gɐ.ˈɾi.ɐ-ɐ-ˈvɐ.ʎɐ]) — муніципалітет і містечко в Португалії, в окрузі Авейру. Розташований у північно-західній частині країни, на теренах історичної португальської провінції Бейра. Належить до Авейрівської діоцезії Католицької церкви в Португалії. Права міського самоврядування має з 1835 року. Поділяється на 6 парафій. За адміністративним поділом, чинним до 1976 року, був складовою провінції Берегова Бейра. Площа муніципалітету — 158,83 км², населення муніципалітету — 25252 ос. (2011); густота населення — 158,99 осіб/км²
. Патрон — святий Хрест. Святковий день муніципалітету — понеділок після 3-ї неділі серпня. Поштовий індекс — 3850.  Код місцевої адміністративної одиниці — 0102. Складова статистичного регіону Центр.

## Назва
- Албергарі́я-а-Ве́ля (порт. Albergaria-a-Velha; МФА: [aɫ.bɨɾ.gɐ.ˈɾi.ɐ-ɐ-ˈvɐ.ʎɐ], «Стара́ Албергарі́я») — сучасна назва.
- Албергарі́я (порт. Albergaria; МФА: [aɫ.bɨɾ.gɐ.ˈɾi.ɐ]) — стара назва. Походить від слова «албергарія», що позначало притулок-постій для подорожніх і бідних.
- Стара́ Албергарі́я

## Географія
Албергарія-а-Веля розташована на північному заході Португалії, в центрі округу Авейру.
Розташоване за 15 км на північний схід від міста Авейру.
Албергарія-а-Веля межує на півночі з муніципалітетами Ештаррежа й Олівейра-де-Аземейш, на сході — з муніципалітетом Север-ду-Вога, на південному сході — з муніципалітетом Агеда, на південному заході — з муніципалітетами Авейру й Муртоза.

### Клімат
| Клімат Албергарія-а-Веля | Клімат Албергарія-а-Веля | Клімат Албергарія-а-Веля | Клімат Албергарія-а-Веля | Клімат Албергарія-а-Веля | Клімат Албергарія-а-Веля | Клімат Албергарія-а-Веля | Клімат Албергарія-а-Веля | Клімат Албергарія-а-Веля | Клімат Албергарія-а-Веля | Клімат Албергарія-а-Веля | Клімат Албергарія-а-Веля | Клімат Албергарія-а-Веля | Клімат Албергарія-а-Веля |
| Показник                 | Січ.                     | Лют.                     | Бер.                     | Квіт.                    | Трав.                    | Черв.                    | Лип.                     | Серп.                    | Вер.                     | Жовт.                    | Лист.                    | Груд.                    | Рік                      |
| Середній максимум, °C    | 13,5                     | 14,3                     | 16,2                     | 17,5                     | 19,6                     | 22,7                     | 24,7                     | 25,0                     | 24,0                     | 20,9                     | 16,7                     | 13,9                     | 19,1                     |
| Середня температура, °C  | 9,3                      | 10,1                     | 11,5                     | 12,9                     | 15,1                     | 18,1                     | 19,9                     | 19,8                     | 19,0                     | 16,2                     | 12,3                     | 9,9                      | 14,5                     |
| Середній мінімум, °C     | 5,1                      | 5,9                      | 6,8                      | 8,3                      | 10,6                     | 13,5                     | 15,0                     | 14,6                     | 13,9                     | 11,4                     | 7,9                      | 5,9                      | 9,9                      |
| Днів з опадами           | 14                       | 13                       | 11                       | 10                       | 9                        | 6                        | 2                        | 3                        | 6                        | 10                       | 12                       | 12                       | 108                      |
| ------------------------ | ------------------------ | ------------------------ | ------------------------ | ------------------------ | ------------------------ | ------------------------ | ------------------------ | ------------------------ | ------------------------ | ------------------------ | ------------------------ | ------------------------ | ------------------------ |
| Джерело: www.yr.no       |                          |                          |                          |                          |                          |                          |                          |                          |                          |                          |                          |                          |                          |

## Історія
1117 року португальська графиня Тереза Леонська надала Албергарії форал, яким визнала за поселенням статус містечка та муніципальні самоврядні права.
Статус містечка поновлено 1835 року.

## Населення
| Кількість мешканців | Кількість мешканців | Кількість мешканців | Кількість мешканців | Кількість мешканців | Кількість мешканців | Кількість мешканців | Кількість мешканців | Кількість мешканців | Кількість мешканців | Кількість мешканців | Кількість мешканців | Кількість мешканців | Кількість мешканців | Кількість мешканців |
| ------------------- | ------------------- | ------------------- | ------------------- | ------------------- | ------------------- | ------------------- | ------------------- | ------------------- | ------------------- | ------------------- | ------------------- | ------------------- | ------------------- | ------------------- |
| 1864                | 1878                | 1890                | 1900                | 1911                | 1920                | 1930                | 1940                | 1950                | 1960                | 1970                | 1981                | 1991                | 2001                | 2011                |
| 1 948               | 2 518               | 2 667               | 2 918               | 3 023               | 3 011               | 3 353               | 3 681               | 3 914               | 3 885               | 3 640               | 4 930               | 6 074               | 7 421               | 8 528               |

## Парафії
1. Албергарія-а-Веля і Валмайор (до 2013: Албергарія-а-Веля, Валмайор)
2. Алкерубін
3. Анжежа
4. Бранка
5. Рібейра-де-Фрагуаш
6. Сан-Жуан-де-Лоре і Фроссуш (до 2013: Сан-Жуан-де-Лоре, Фроссуш)